# 엘리사 세드나위

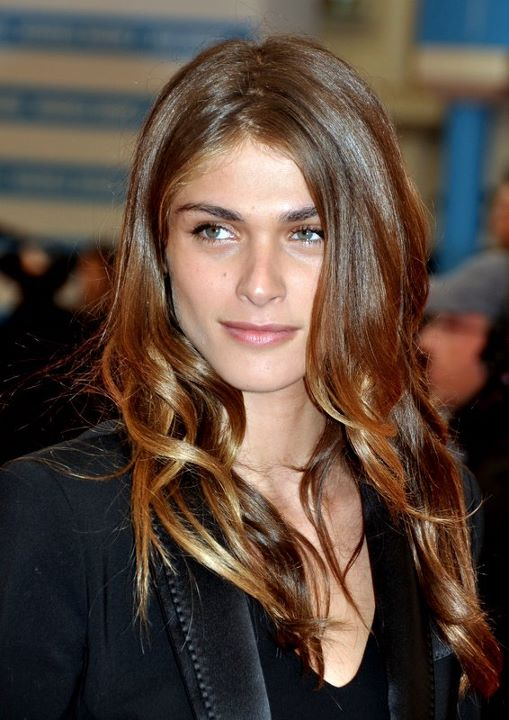

엘리사 세드나위(Elisa Sednaoui, 1987년 12월 14일 ~ )는 프랑스의 배우, 모델, 영화 감독, 영화배우이다.
브라에서 태어났다.

## 영화
- 오페라 (2014년)
- 레 가망 (2013년)
- 레전드 오브 카스파 하우저 (2012년)
- 사랑의 유효기간은 3년 (2011년) - 엘 역
- 팍스 보이 (2009년)